# Жінка, яка дала
«Жінка, яка дала» (англ. The Woman Who Gave) — американська військова драма режисера Кенена Бауела 1918 року.

## У ролях
- Евелін Несбіт — Колетт
- Ірвінг Каммінгс — Адрієн Уолкотт
- Роберт Волкер — Дон Уолкотт
- Юджин Ормонде — принц Вакарра
- Дороті Волтерс — Делія Пікард
- Расселл Тоу — Рудольф